# أحمد مسعود (سياسي أفغاني)
أحمد مسعود (مواليد 10 يوليو 1989) سياسي أفغاني ونجل القائد العسكري المناهض للسوفييت أحمد شاه مسعود. وهو مؤسس جبهة المقاومة الوطنية الأفغانية، تم تعيينه في منصب الرئيس التنفيذي لمؤسسة مسعود في نوفمبر 2016.

## النشأة والتعليم
ولد أحمد مسعود عام 1989، بعد الانتهاء من تعليمه الثانوي في إيران، أمضى مسعود عامًا في دورة عسكرية في أكاديمية ساندهيرست العسكرية الملكية. في عام 2012، بدأ دراسته الجامعية في دراسات الحرب في كلية كينجز لندن، حيث حصل على درجة البكالوريوس في عام 2015. حصل على درجة الماجستير في السياسة الدولية من جامعة سيتي لندن في عام 2016. كانت موضوعات أطروحاته الجامعية والدراسات العليا هي طالبان.

## السيرة المهنية
عاد مسعود إلى أفغانستان وعُين الرئيس التنفيذي لمؤسسة مسعود في عام 2016.
منذ مارس 2019، دخل مسعود السياسة رسميًا، وهي خطوة متوقعة على نطاق واسع لواحد يشار إليه في بنجشير على أنه «مقدر مسبقًا». لقد أيد فكرة والده عن نموذج سويسري لعلاقات القوة الداخلية في أفغانستان، قائلاً إن اللامركزية في الحكومة وعدم تركيز السلطة في كابول سيعطي تخصيصًا أكثر كفاءة للموارد والسلطة للمقاطعات في البلاد، وبالتالي جلب الازدهار والاستقرار للوطن ككل.
اعترض مسعود على توجهات عملية السلام الأفغانية في عام 2019، والتي اعتقد أنها لا تمثل مصالح جميع الأفغان. في سبتمبر من ذلك العام، أعلن عن تشكيل تحالف جديد لقادة المجاهدين على غرار التحالف الشمالي الذي قاوم طالبان في التسعينيات. أصبح التحالف، المعروف باسم المقاومة الثانية أو جبهة المقاومة الوطنية الأفغانية، واحدًا من عدة قوات عسكرية مستقلة تم تشكيلها قبل الانسحاب العسكري للولايات المتحدة. بعد هجوم طالبان، التقى مسعود والنائب الأول للرئيس أمر الله صالح المعروف بعلاقته الوثيقة مع واشنطن في بنجشير وأعلنا رفضهما لحكم طالبان. وناشد الصحافة الأمريكية تقديم دعم عسكري ولوجستي لقواته. ومن بين الأسباب الأخرى، ذكر الحاجة إلى حماية حقوق المرأة، ومنع عمليات الإعدام العلنية، وتجنب عودة الملاذ الآمن في أفغانستان للإرهابيين الدوليين.
في 22 أغسطس 2021، حذر من حرب أهلية محتملة إذا لم يكن هناك اتفاق لتقاسم السلطة وقال إن الحرب «لا مفر منها» في ظل هذه الظروف، قائلاً «لقد هزمنا الاتحاد السوفيتي، يمكننا هزيمة طالبان». وقد أسس جبهة المقاومة الوطنية الأفغانية (NRF) التي تضم آلاف المقاتلين. طلب مسعود من الولايات المتحدة وفرنسا وآخرين في أوروبا والعالم العربي دعم جبهة المقاومة الوطنية. كما أعرب عن رغبته في التفاوض مع طالبان، لكن إذا فشلت المحادثات فهو جاهز لمواجهة عسكرية.

### أمر الله صالح ومسعود
أصدر أمر الله صالح، بعد يومين من فرار الرئيس غني وسقوط كابل، بيانا من بنجشير أعلن نفسه رئيسا شرعيا للبلاد، بحكم توليه منصب النائب الأول لرئيس الجمهورية، وأكد أنه لن يستسلم لطالبان وسيقاتل من سماهم «الإرهابيين». قوبل هذا الموقف بالرفض والاستنكار من قبل غالبية أهالي بنجشير، وفي مقدمتهم علماء الشريعة والقادة المخضرمون للمجاهدين الذين أبدوا رغبتهم في التفاهم والمصالحة مع طالبان، وقد وافقهم أحمد نجل القائد مسعود على ذلك، وهو الذي يحظى باحترام أهالي الوادي، وبرز كقائد وزعيم في الولاية، لكونه الابن الوحيد لـ «أسد بنجشير».
فشل أمر الله صالح في إشعال فتيل الحرب من بنجشير ضد طالبان، وذلك لأسباب عدة، منها أنه ليست له شعبية بأوساط العلماء والمجاهدين السابقين في الوادي لكونه متهما بأنه وراء موجة اغتيالات ممنهجة لكبار العلماء والدعاة، وبعض الشخصيات من الناشطين في مجال المصالحة مع طالبان، ومعارضي الاحتلال الأميركي. ويتداول أبناء بنجشير أنباء عن منع أمر الله صالح من إصدار البيانات والإدلاء بتصريحات للإعلام من داخل الوادي، نظرا لحساسية المنطقة والخلفيات السابقة، لذلك لم تحاول طالبان اقتحام الوادي، فبقيت هي الولاية الوحيدة الخارجة عن سيطرة الحركة.
في وقت مبكر من سبتمبر 2021، أعلن ذبيح الله مجاهد المتحدث الرسمي باسم إمارة أفغانستان الاسلامية سيطرة طالبان على وادي بنجشير بالكامل وهروب أمر الله صالح إلى طاجيكستان ومعه أحمد مسعود.
وفي 6 سبتمبر بعد سقوط الوادي بيد طالبان، خرج احمد مسعود ليقول انه بخير على حسابه على تويتر ونفى هروبه حسب ما اعلنته رويترز وانه يدعم جهود العلماء الافغان في تفاوضهم مع طالبان لإنهاء القتال بالوادي.